# Tournoi des Six Nations 2003
Cet article traite de l'épreuve masculine. Pour la compétition féminine, voir Tournoi des Six Nations féminin 2003.
Pour un article plus général, voir Tournoi des Six Nations.
Navigation
Tournoi 2002 Tournoi 2004
Le Tournoi des Six Nations 2003 est remporté par l'Angleterre qui signe son douzième Grand chelem pour ses cinq victoires en autant de matches. Symétriquement, au pays de Galles échoit la cuillère de bois pour ses cinq défaites..

## Classement final
J : matches joués, V : victoires, N : matches nuls, D : défaites
PP : points pour, PC : points contre
Pts : points de classement (2 points pour une victoire, 1 point en cas de match nul, rien pour une défaite)
T : Tenante du titre 2002.
| Rang | Nation         | J | V | N | D | PP  | PC  | Pts |
| ---- | -------------- | - | - | - | - | --- | --- | --- |
| 1    | Angleterre     | 5 | 5 | 0 | 0 | 173 | 46  | 10  |
| 2    | Irlande        | 5 | 4 | 0 | 1 | 119 | 97  | 8   |
| 3    | France (T)     | 5 | 3 | 0 | 2 | 153 | 75  | 6   |
| 4    | Écosse         | 5 | 2 | 0 | 3 | 81  | 161 | 4   |
| 5    | Italie         | 5 | 1 | 0 | 4 | 100 | 185 | 2   |
| 6    | Pays de Galles | 5 | 0 | 0 | 5 | 82  | 144 | 0   |

## Acteurs du Tournoi des Six Nations

Participants au tournoi des Six Nations.

### Joueurs

#### Angleterre
| Entraîneur | Entraîneur             | Clive Woodward                                                                            |
| Avants     | Pilier                 | Jason Leonard, Robbie Morris, Graham Rowntree, Julian White, Trevor Woodman, Mike Worsley |
| Avants     | Talonneur              | Mark Regan, Steve Thompson, Dorian West                                                   |
| Avants     | Deuxième ligne         | Danny Grewcock, Martin Johnson , Ben Kay, Simon Shaw                                      |
| Avants     | Troisième ligne aile   | Neil Back, Lewis Moody, Richard Hill, Joe Worsley                                         |
| Avants     | Troisième ligne centre | Lawrence Dallaglio, Alex Sanderson                                                        |
| Arrières   | Demi de mêlée          | Kyran Bracken, Matt Dawson, Andy Gomarsall, Nick Walsh                                    |
| Arrières   | Demi d'ouverture       | Paul Grayson, Charlie Hodgson, Jonny Wilkinson                                            |
| Arrières   | Centre                 | Phil Christophers, Will Greenwood, Ollie Smith, Mike Tindall                              |
| Arrières   | Ailier                 | Ben Cohen, Dan Luger, James Simpson-Daniel                                                |
| Arrières   | Arrière                | Jason Robinson, Josh Lewsey                                                               |

#### Écosse
| Entraîneur | Entraîneur             | Ian McGeechan                                            |
| Avants     | Pilier                 | Bruce Douglas, Gavin Kerr, Tom Smith                     |
| Avants     | Talonneur              | Gordon Bulloch, Robbie Russell, Steve Scott              |
| Avants     | Deuxième ligne         | Stuart Grimes, Nathan Hines, Scott Murray                |
| Avants     | Troisième ligne aile   | Martin Leslie, Andrew Mower, Jon Petrie, Jason White     |
| Avants     | Troisième ligne centre | Ross Beattie, Simon Taylor                               |
| Arrières   | Demi de mêlée          | Mike Blair, Bryan Redpath                                |
| Arrières   | Demi d'ouverture       | Gordon Ross, Gregor Townsend                             |
| Arrières   | Centre                 | Andy Craig, Brendan Laney, James McLaren, Kevin Utterson |
| Arrières   | Ailier                 | Kenny Logan, Chris Paterson                              |
| Arrières   | Arrière                | Glenn Metcalfe                                           |

#### France
| Entraîneur | Entraîneur             | Bernard Laporte                                                             |
| Avants     | Pilier                 | Christian Califano, Jean-Jacques Crenca, Sylvain Marconnet, Olivier Milloud |
| Avants     | Talonneur              | Raphaël Ibañez, Jean-Baptiste Rué                                           |
| Avants     | Deuxième ligne         | David Auradou, Olivier Brouzet, Fabien Pelous                               |
| Avants     | Troisième ligne aile   | Serge Betsen, Sébastien Chabal, Olivier Magne, Patrick Tabacco              |
| Avants     | Troisième ligne centre | Imanol Harinordoquy                                                         |
| Arrières   | Demi de mêlée          | Mathieu Barrau, Fabien Galthié , Jean-Baptiste Élissalde, Dimitri Yachvili  |
| Arrières   | Demi d'ouverture       | François Gelez, Gérald Merceron, Frédéric Michalak                          |
| Arrières   | Centre                 | Xavier Garbajosa, Damien Traille                                            |
| Arrières   | Ailier                 | Thomas Castaignède, Vincent Clerc, Aurélien Rougerie                        |
| Arrières   | Arrière                | Clément Poitrenaud                                                          |

#### Galles
| Entraîneur | Entraîneur             | Steve Hansen                                               |
| Avants     | Pilier                 | Ben Evans, Gethin Jenkins, Martyn Madden, Iestyn Thomas    |
| Avants     | Talonneur              | Mefin Davies, Jonathan Humphreys , Gareth Williams         |
| Avants     | Deuxième ligne         | Gareth Llewellyn, Robert Sidoli, Steve Williams            |
| Avants     | Troisième ligne aile   | Colin Charvis, Dafydd Jones, Gavin Thomas, Martyn Williams |
| Avants     | Troisième ligne centre | Michael Owen                                               |
| Arrières   | Demi de mêlée          | Gareth Cooper, Dwayne Peel                                 |
| Arrières   | Demi d'ouverture       | Iestyn Harris, Stephen Jones, Ceri Sweeney                 |
| Arrières   | Centre                 | Leigh Davies, Tom Shanklin, Mark Taylor, Matthew Watkins   |
| Arrières   | Ailier                 | Mark Jones, Craig Morgan, Gareth Thomas                    |
| Arrières   | Arrière                | Kevin Morgan, Rhys Williams                                |

#### Irlande
| Entraîneur | Entraîneur             | Eddie O'Sullivan                                                                |
| Avants     | Pilier                 | Reggie Corrigan, Justin Fitzpatrick, John Hayes, Marcus Horan                   |
| Avants     | Talonneur              | Shane Byrne, Frankie Sheahan                                                    |
| Avants     | Deuxième ligne         | Leo Cullen, Gary Longwell, Donncha O'Callaghan, Paul O'Connell, Malcolm O'Kelly |
| Avants     | Troisième ligne aile   | Victor Costello, Keith Gleeson, Alan Quinlan                                    |
| Avants     | Troisième ligne centre | Anthony Foley, Eric Miller                                                      |
| Arrières   | Demi de mêlée          | Guy Easterby, Peter Stringer                                                    |
| Arrières   | Demi d'ouverture       | Paul Burke, David Humphreys, Ronan O'Gara                                       |
| Arrières   | Centre                 | Rob Henderson, Kevin Maggs, Brian O'Driscoll                                    |
| Arrières   | Ailier                 | Justin Bishop, Denis Hickie, Shane Horgan, John Kelly                           |
| Arrières   | Arrière                | Girvan Dempsey, Geordan Murphy                                                  |

#### Italie
| Entraîneur | Entraîneur             | John Kirwan                                                                                      |
| Avants     | Pilier                 | Giampiero de Carli, Martín Castrogiovanni, Andrea Lo Cicero, Ramiro Martinez, Salvatore Perugini |
| Avants     | Talonneur              | Carlo Festuccia, Andrea Moretti, Fabio Ongaro                                                    |
| Avants     | Deuxième ligne         | Cristian Bezzi, Marco Bortolami, Santiago Dellapè, Mark Giacheri                                 |
| Avants     | Troisième ligne aile   | Scott Palmer, Aaron Persico, Andrea De Rossi                                                     |
| Avants     | Troisième ligne centre | Matthew Phillips                                                                                 |
| Arrières   | Demi de mêlée          | Matteo Mazzantini, Juan Manuel Queirolo, Alessandro Troncon                                      |
| Arrières   | Demi d'ouverture       | Diego Domínguez, Ramiro Pez                                                                      |
| Arrières   | Centre                 | Andrea Masi, Gert Peens, Giovanni Raineri, Cristian Stoica                                       |
| Arrières   | Ailier                 | Mauro Bergamasco, Denis Dallan, Nicola Mazzucato                                                 |
| Arrières   | Arrière                | Mirco Bergamasco, Paolo Vaccari                                                                  |

## Résultats
- Première journée :

| 15 février : | Italie     | 30 - 22 | Pays de Galles |
| 15 février : | Angleterre | 25 - 17 | France         |
| 16 février : | Écosse     | 6 - 36  | Irlande        |

- Deuxième journée :

| 22 février : | Italie         | 13 - 37 | Irlande    |
| 22 février : | Pays de Galles | 9 - 26  | Angleterre |
| 23 février : | France         | 38 - 3  | Écosse     |

- Troisième journée :

| 8 mars : | Irlande    | 15 - 12 | France         |
| 8 mars : | Écosse     | 30 - 22 | Pays de Galles |
| 9 mars : | Angleterre | 40 - 5  | Italie         |

- Quatrième journée :

| 22 mars : | Pays de Galles | 24 - 25 | Irlande |
| 22 mars : | Angleterre     | 40 - 9  | Écosse  |
| 23 mars : | Italie         | 27 - 53 | France  |

- Cinquième journée :

| 29 mars : | France  | 33 - 5  | Pays de Galles |
| 29 mars : | Écosse  | 33 - 25 | Italie         |
| 30 mars : | Irlande | 6 - 42  | Angleterre     |

## Les matches

### Première journée

#### Italie - pays de Galles
| 15 février 2003 14:30 GMT+1 | Italie | 30 - 22 (-) | Pays de Galles                                                                                     | Stadio Flaminio, Rome 20 000 spectateurs Arbitre : Joël Jutge |
| 15 février 2003 14:30 GMT+1 | Essai(s) : 3 de Carli e Festuccia e Phillips e Transformation(s) : 3 Domínguez Pénalité(s) : Dominguez e, e Drop(s) : Dominguez e |             | Essai(s) : 3 Shanklin e S.Williams e Peel e Transformation(s) : Harris e, e Pénalité(s) : Harris e | Stadio Flaminio, Rome 20 000 spectateurs Arbitre : Joël Jutge |
| 15 février 2003 14:30 GMT+1 | |             | | Stadio Flaminio, Rome 20 000 spectateurs Arbitre : Joël Jutge |

#### Angleterre - France
| 15 février 2003 16:00 GMT | Angleterre | 25 - 17 (12-7) | France                                                                         | Twickenham, Londres 73 500 spectateurs Arbitre : Paul Honiss |
| 15 février 2003 16:00 GMT | Essai(s) : Robinson 48e Transformation(s) : Wilkinson Pénalité(s) : 5 Wilkinson 13e, e, 28e, e, 59e Drop(s) : Wilkinson e |                | Essai(s) : 3 Magne e Poitrenaud 66e Traille e Transformation(s) : 1 Merceron e | Twickenham, Londres 73 500 spectateurs Arbitre : Paul Honiss |
| 15 février 2003 16:00 GMT | |                |                                                                                | Twickenham, Londres 73 500 spectateurs Arbitre : Paul Honiss |

#### Écosse - Irlande
| 16 février 2003 15:00 GMT | Écosse               | 6 - 36 (-) | Irlande                                                                                        | Murrayfield Stadium, Édimbourg Arbitre : Andy Cole |
| 16 février 2003 15:00 GMT | Pénalité(s) : 2 Ross |            | Essai(s) : 3 Hickie Murphy Humphreys Transformation(s) : 3 Humphreys Pénalité(s) : 5 Humphreys | Murrayfield Stadium, Édimbourg Arbitre : Andy Cole |
| 16 février 2003 15:00 GMT |                      |            |                                                                                                | Murrayfield Stadium, Édimbourg Arbitre : Andy Cole |

### Deuxième journée

#### Italie - Irlande
| 22 février 2003 15:30 GMT+1 | Italie                                                                        | 13 - 37 | Irlande | Stadio Flaminio, Rome Arbitre : Tony Spreadbury |
| 22 février 2003 15:30 GMT+1 | Essai(s) : D.Dallan e Transformation(s) : Pez Pénalité(s) : Domínguez e Pez e |         | Essai(s) : Stringer e O'Driscoll e Kelly e Humphreys e Transformation(s) : 3 Humphreys Pénalité(s) : Humphreys e, e | Stadio Flaminio, Rome Arbitre : Tony Spreadbury |
| 22 février 2003 15:30 GMT+1 |                                                                               |         | | Stadio Flaminio, Rome Arbitre : Tony Spreadbury |

#### Pays de Galles - Angleterre
| 22 février 2003 17:30 GMT | Pays de Galles                  | 9 - 26 (6-9) | Angleterre | Millennium Stadium, Cardiff Arbitre : Steve Walsh |
| 22 février 2003 17:30 GMT | Pénalité(s) : 3 Sweeney e, e, e |              | Essai(s) : Greenwood e Worsley e Transformation(s) : 2 Wilkinson Pénalité(s) : Wilkinson e, e Drop(s) : Wilkinson e, e | Millennium Stadium, Cardiff Arbitre : Steve Walsh |
| 22 février 2003 17:30 GMT |                                 |              | | Millennium Stadium, Cardiff Arbitre : Steve Walsh |

#### France - Écosse
| 23 février 2003 15:00 GMT+1 | France | 38 - 3 (17-3) | Écosse                   | Stade de France, Saint-Denis Arbitre : Peter Marshall |
| 23 février 2003 15:00 GMT+1 | Essai(s) : Pelous e Poitrenaud e Traille e Rougerie e Transformation(s) : 3 Gelez e, e, e Pénalité(s) : 4 Gelez e, e, e, e |               | Pénalité(s) : Paterson e | Stade de France, Saint-Denis Arbitre : Peter Marshall |
| 23 février 2003 15:00 GMT+1 | |               |                          | Stade de France, Saint-Denis Arbitre : Peter Marshall |

### Troisième journée

#### Irlande - France
| 8 mars 2003 14:00 GMT | Irlande                                                 | 15 - 12 | France                            | Lansdowne Road, Dublin Arbitre : André Watson |
| 8 mars 2003 14:00 GMT | Pénalité(s) : 4 Humphreys e, e, e, e Drop(s) : Murphy e |         | Pénalité(s) : 4 Gelez e, e , e, e | Lansdowne Road, Dublin Arbitre : André Watson |
| 8 mars 2003 14:00 GMT |                                                         |         |                                   | Lansdowne Road, Dublin Arbitre : André Watson |

#### Écosse - pays de Galles
| 8 mars 2003 16:00 GMT | Écosse | 30 - 22 | Pays de Galles                                                                                        | Murrayfield Stadium, Édimbourg Arbitre : Pablo Deluca, |
| 8 mars 2003 16:00 GMT | Essai(s) : Douglas e S.Taylor e Paterson e Transformation(s) : 3 Paterson Pénalité(s) : 3 Paterson e, e, e |         | Essai(s) : Cooper e M.Taylor e R.Williams e Transformation(s) : 2 S.Jones e, e Pénalité(s) : S.Jonese | Murrayfield Stadium, Édimbourg Arbitre : Pablo Deluca, |
| 8 mars 2003 16:00 GMT | |         | | Murrayfield Stadium, Édimbourg Arbitre : Pablo Deluca, |

#### Angleterre - Italie
| 9 mars 2003 14:00 GMT | Angleterre | 40 - 5 (33-0) | Italie                       | Twickenham, Londres 72 000 spectateurs Arbitre : Alain Rolland |
| 9 mars 2003 14:00 GMT | Essai(s) : 6 Lewsey 2e, 14e Thompson 10e Simpson-Daniel 12e Tindall 22e Luger 70e Transformation(s) : 4 Wilkinson 3e, 10e, 12e, 15e Dawson 71e |               | Essai(s) : Mi.Bergamasco 58e | Twickenham, Londres 72 000 spectateurs Arbitre : Alain Rolland |
| 9 mars 2003 14:00 GMT | |               |                              | Twickenham, Londres 72 000 spectateurs Arbitre : Alain Rolland |

### Quatrième journée

#### Pays de Galles - Irlande
| 22 mars 2003 14:00 GMT | Pays de Galles                                                                                         | 24 - 25 (7-14) | Irlande                                                                   | Millennium Stadium, Cardiff 72 500 spectateurs Arbitre : Steve Lander |
| 22 mars 2003 14:00 GMT | Essai(s) : S.Jones 16e M.Williams 52e G.Thomas 67e Transformation(s) : 3 S.Jones Drop(s) : S.Jones 91e |                | Essai(s) : Gleeson 40e, 41e Pénalité(s) : 4 Humpheys Drop(s) : O'Gara 92e | Millennium Stadium, Cardiff 72 500 spectateurs Arbitre : Steve Lander |
| 22 mars 2003 14:00 GMT | |                |                                                                           | Millennium Stadium, Cardiff 72 500 spectateurs Arbitre : Steve Lander |

#### Angleterre - Écosse
| 22 mars 2003 16:00 GMT | Angleterre | 40 - 9 (16-9) | Écosse                                                                             | Twickenham, Londres 73 500 spectateurs Arbitre : Alan Lewis |
| 22 mars 2003 16:00 GMT | Essai(s) : 4 Lewsey 21e B.Cohen 50e Robinson 63e, 77e Transformation(s) : 3 Wilkinson 22e, 50e, 64e Grayson 77e Pénalité(s) : 4 Wilkinson 1e, 10e, 40e, 53e Carton(s) jaune(s) : Robinson 19e |               | Pénalité(s) : 3 Paterson 16e, 20e, 32e Carton(s) jaune(s) : Mower 11e S.Taylor 13e | Twickenham, Londres 73 500 spectateurs Arbitre : Alan Lewis |
| 22 mars 2003 16:00 GMT | |               |                                                                                    | Twickenham, Londres 73 500 spectateurs Arbitre : Alan Lewis |

#### Italie - France
| 23 mars 2003 15:00 GMT+1 | Italie | 27 - 53 (8-41) | France | Stadio Flaminio, Rome 20 000 spectateurs Arbitre : Nigel Williams |
| 23 mars 2003 15:00 GMT+1 | Essai(s) : Pez 40e Mi. Bergamasco 60e Persico 67e Phillips 84e Transformation(s) : Pez 67e, 84e Pénalité(s) : Pez 12e |                | Essai(s) : 7 Betsen 2e Traille 14e, 17e Rougerie 20e, 75e Michalak 34e Castaignède 41e Transformation(s) : 6 Yachvili 4e, 15e, 18e, 20e, 35e, 41e Pénalité(s) : Yachvili 9e, 31e | Stadio Flaminio, Rome 20 000 spectateurs Arbitre : Nigel Williams |
| 23 mars 2003 15:00 GMT+1 | |                | | Stadio Flaminio, Rome 20 000 spectateurs Arbitre : Nigel Williams |

### Cinquième journée

#### France - Wales
| 29 mars 2003 14:00 GMT+1 | France | 33 - 5 (10-5) | Pays de Galles          | Stade de France, Saint-Denis 80 000 spectateurs Arbitre : Paddy O'Brien |
| 29 mars 2003 14:00 GMT+1 | Essai(s) : 3 Castaignède 27e Clerc 51e Michalak 66e Transformation(s) : 3 Yachvili Pénalité(s) : 4 Yachvili 35e, 45e, 62e, 71e |               | Essai(s) : G. Thomas 3e | Stade de France, Saint-Denis 80 000 spectateurs Arbitre : Paddy O'Brien |
| 29 mars 2003 14:00 GMT+1 | |               |                         | Stade de France, Saint-Denis 80 000 spectateurs Arbitre : Paddy O'Brien |

#### Écosse - Italie
| 29 mars 2003 15:00 GMT | Écosse | 33 - 25 (23-15) | Italie | Murrayfield Stadium, Édimbourg 78 000 spectateurs Arbitre : David McHugh |
| 29 mars 2003 15:00 GMT | Essai(s) : 4 J.White 11e McLaren 15e Logan 37e Paterson 63e Transformation(s) : Paterson 38e, e Pénalité(s) : Paterson 6e, 23e, 81e |                 | Essai(s) : 3 Mi. Bergamasco 3e Pez 26e Palmer 68e Transformation(s) : Pez 27e, 68e Pénalité(s) : Pez 9e, 50e | Murrayfield Stadium, Édimbourg 78 000 spectateurs Arbitre : David McHugh |
| 29 mars 2003 15:00 GMT | |                 | | Murrayfield Stadium, Édimbourg 78 000 spectateurs Arbitre : David McHugh |

#### Irlande - Angleterre
| 30 mars 2003 14:00 GMT | Irlande                                            | 6 - 42 (6-13) | Angleterre | Lansdowne Road, Dublin Arbitre : Mark Lawrence |
| 30 mars 2003 14:00 GMT | Pénalité(s) : Humphreys 27e Drop(s) : Humphreys 6e |               | Essai(s) : 5 Dallaglio 8e Tindall 59e Greenwood 64e, 82e Luger 85e Transformation(s) : Wilkinson 9e, 65e, 97e Grayson 60e Pénalité(s) : Wilkinson 73e Drop(s) : Wilkinson 30e, 40e+1 | Lansdowne Road, Dublin Arbitre : Mark Lawrence |
| 30 mars 2003 14:00 GMT |                                                    |               | | Lansdowne Road, Dublin Arbitre : Mark Lawrence |

## Composition de l'équipe victorieuse
- voir : Équipe d'Angleterre de rugby à XV au Tournoi des Six Nations 2003

## Meilleurs marqueurs d'essais
| 1 | Damien Traille    | 4 | France     |
| 2 | Aurélien Rougerie | 3 | France     |
| 2 | Mirco Bergamasco  | 3 | Italie     |
| 2 | Josh Lewsey       | 3 | Angleterre |
| 2 | Jason Robinson    | 3 | Angleterre |
| 2 | Will Greenwood    | 3 | Angleterre |

## Meilleurs marqueurs de points
| 1 | Jonny Wilkinson  | 77 | Angleterre |
| 2 | David Humphreys  | 73 | Irlande    |
| 3 | Chris Paterson   | 50 | Écosse     |
| 4 | Dimitri Yachvili | 36 | France     |
| 5 | François Gelez   | 30 | France     |